# André-Hercule de Fleury

André-Hercule de Fleury, Giám mục xứ Fréjus, Tổng giám mục xứ Aix (22 tháng 06 hoặc 26 tháng 6 năm 1653 - 29 tháng 01 năm 1743) là một Hồng y người Pháp, người từng giữ chức vụ Tể tướng dưới triều đình của Vua Louis XV.
Ông là con trai của một nông dân ở Lodève, Hérault, một tỉnh ven biển của miền Nam nước Pháp. Khi còn nhỏ, ông được gửi đến Paris để theo học các tu sĩ Dòng Tên về triết học và Kinh điển cũng như thần học. Tuy nhiên, ông đã trở thành một tư tế và thông qua ảnh hưởng của Hồng y Bonzi trở thành almoner (tuyên uý) cho Vương hậu María Teresa, vợ của Vua Louis XIV, và sau khi bà qua đời, ông trở thành almoner cho chính nhà vua. Năm 1698, ông được bổ nhiệm làm Giám mục xứ Fréjus, sau 17 năm giữ chức vụ ở một tỉnh lẻ cuối cùng ông đã được bổ nhiệm về lại triều đình.
Năm 1715, ông được bổ nhiệm làm gia sư cho chắt nội của Vua Louis XIV, người thừa kế ngai vàng trong tương lại, Thái tằng tôn Louis, Fleury đã trở thành người ảnh hưởng nhiều lên vị thái tử nhỏ. Sau khi nhiếp chính vương Philippe d'Orléans qua đời vào năm 1723, Louis XV đã trưởng thành và nhận quyền cai trị đất nước trực tiếp, lúc đó Fleury đã 70 tuổi.